# ギブソン・レスポール・カスタム
ギブソン・レスポール・カスタム (Gibson Les Paul Custom) はギブソン・レスポールの上位バリエーション機種。

## 歴史
1953年にレスポールモデル（後のゴールドトップ）の上位機種として発売される。『タキシードに似合うギター』というコンセプトの下に、グロスブラック一色のボディに、ボディ、ヘッド、ピックガードを覆う多層バインディング、ピックアップカバーやブリッジ等は金色。ヘッドに施された5分割の菱形のインレイは「スプリット・ダイヤモンド・インレイ」と呼ばれている。指板上のポジション・マークもゴールドトップの台形（ディッシュ形）からスクエアのインレイに変更されており、1フレットにもポジションマークがあるのが特徴。
1960年レスポールスタンダード（通称バースト）共々SGシェイプにモデルチェンジ。
1968年より生産が再開される。後述の通りボディ材が変更され、黒以外のボディカラー、白やサンバースト等も設定されるようになる。

1969年ボディーが後述の通り「パンケーキボディ」に一時的になる。
1970年代以降はランディ・ローズらの影響から白ボディも人気を博している。
2004年よりギブソン・レギュラーラインナップからギブソンカスタムショップに製造が移行。

### 愛称
「ブラック・ビューティー」とは、かつては黒い塗装が施された1958年から1960年製のモデルチェンジ前のビンテージのレスポールカスタムを指した。しかし、ランディ・ローズやジェイムズ・ヘットフィールドらの活躍により復刻版（1968～）となる70年代以降のレスポールカスタムも高い評価を受けるようになり、製造元であるギブソンが特にカスタムショップブランドとしてビンテージ仕様のレスポールカスタムを度々リイシューしていった結果、一見での年式判別が困難となり、現在では製造された年代・年式に関わらず黒いレスポールカスタムを「ブラック・ビューティー」と呼称する事が一般的になっている。ブラック・ビューティーという俗称は当時、カスタムに使われていたコンデンサー、Sprague社のBumble-Bee(黒地に黄や橙のラインが入った見た目)の俗称に由来しており、塗装の色とは無関係とする論もある。また、同じくブラックビューティーと呼ばれる楽器には、ブラスシェルにブラックニッケル塗装を施した、ラディック製のスネアドラムのLBシリーズがある。

## 仕様

### ボディ
ボディ材はマホガニーで、スタンダードのようなメイプルトップではない。ただし、1968年の再生産以降はメイプルトップ&マホガニーバックである。現在はいずれのタイプも生産されている。1969年（上記ECLとノーリン時代）にはボディーはトップのメイプルがセンターツーピースからスリーピースに変更。バックのマホガニー材は「パンケーキボディ」の2枚のマホガニーの間に極薄のメイプルを挟み接着した構造によりボディー厚も増した。ネックはワンピースからスリーピースになり、ネック裏にボリュートがつけられ、ネックジョイントは、ロング・テノン（ディープジョイント）から浅めのトランジション・テノンへと変更された。

### 指板
レスポール・カスタムは指板にローズウッドより黒く見えるエボニー材が使用されている。この結果、レスポールスタンダードに対し濃淡のはっきりした鋭く澄んだ音色になる傾向がある。だが、エボニー材の枯渇と希少性から2012年モデルからローズウッドや、「リッチライト(Richlite)」と呼ばれる人工合板材が代替として使用され始め、現在では様々な指板のモデルが存在する。

### ピックアップ
発売当初はリアに『P-90』、フロントに長方形のポールピースを備えた『アルニコV』（いずれもシングルコイル）を装着。1957年にレスポールモデル（ゴールドトップ）とともにP.A.F.に変更された。3ピックアップと2ピックアップがあった。

### ブリッジ
発売当初より、チューン・O・マチック・ブリッジ&ストップ・テイルピースがレスポールモデル（ゴールドトップ）に先駆けて装着され、オクターブ等の調整が可能。また、ビグスビー・トレモロ仕様もオプションで用意された。

## 著名プレイヤー
ジャズギタリスト向けに販売されたが上記のようにルックスが派手なことと、1968年の再生産時にはハムバッカーのレスポールの選択肢が他に無かったなど事からハードロック、ヘヴィメタルシーンに愛用者が多い傾向にある。現在ではレスポールの最上位機種であることから、様々なジャンルのギタリストが愛用している。
- ピーター・フランプトン - 3ピックアップのカスタムを愛用し、彼の代名詞になっていた。1980年にギターを輸送中の貨物機が事故に遭ったため行方がわからなくなっていた。2012年になり事故現場近くの島に住む彼のファンとその友人が調査をし発見。本人の元に戻ったというエピソードを持つ。
- フランク・ザッパ
- アンディ・マッコイ（ハノイ・ロックス）
- ポール・コゾフ（フリー、バック・ストリート・クローラー）
- エース・フレーリー（キッス） - サンバーストカラーの3PUモデルが有名。ライブのギターソロではピックアップから煙が上がる演出がある。
- ランディ・ローズ（クワイエット・ライオット、オジー・オズボーンバンド）
- ミック・ロンソン（デヴィッド・ボウイ、モット・ザ・フープル）
- マーク・ボラン（T・レックス）
- ブライアン・ロバートソン（シン・リジィ、モーターヘッド）
- ジョン・サイクス（ホワイトスネイク、シン・リジィ） - ピックガードとエスカッションがクロムめっき仕上げ
- ジミー・ペイジ（レッド・ツェッペリン）- ゴールドパーツのビグスビートレモロ付きの3ピックアップモデル。PUセレクタースイッチも3個にする等、一般的ではない改造を施されたが、盗難され、ペイジ本人が捜索広告をだした。2008年にGIBSONからシグネイチャー・モデルが発売された。
- スラッシュ（ガンズ・アンド・ローゼズ、ヴェルヴェット・リヴォルヴァー）
- ザック・ワイルド（ブラック・レーベル・ソサイアティ） - サークル模様（ブルズアイ）を施したシグネイチャー・モデルを使用
- アレックス・ライフソン - ギブソン純正ではないがフロイド・ローズを改造して搭載している。
- ニール・ショーン（ジャーニー）
- 鮎川誠（シーナ&ザ・ロケッツ） - 1969年製カスタムをトレードマークとして生涯に渡り40年以上使い続けた。汗でハードウエアは錆びており、ボディ塗装の剥げもすさまじい個体になっている。
- 高見沢俊彦（THE ALFEE） - ヴィンテージの他、ESP製シグネイチャー・モデル『Black-T』シリーズを使用。レスポールカスタムに忠実なスペックと、フロイド・ローズブリッジ+スルーネックの独創的なスペックの2種をラインナップする。
- 鈴木重伸（THE ORAL CIGARETTES） - 2015年頃からワインレッドのレスポールカスタムを使用している。しかし、ライブ中にネックが折れてしまってからは73年モデル レスポールカスタム（ブラック）を使用。現在、ワインレッドのレスポールカスタムは修理がされ、カポタスト専用として使用されているそうだ。
- 福山雅治 - 「想 -new love new world-」のビデオクリップ（白、黒2本）を始め、HUMANのビデオクリップやライヴなど、様々な場面で活躍している。
- PATA（X JAPAN） - X初期の頃はメインで使用されていたが、それ以降は主にTV出演時に使う事が多く、再結成時の「I.V.」のPVでも使用されている。フェルナンデスのBurnyブランドからシグネチャーモデルRLC-105S(サスティナー付き)も発売された。
- 村上啓介（MULTI MAX） - MULTI MAXの “MAX TOOL” 1992Tourにて使用。

## その他
はまじあきの漫画『ぼっち・ざ・ろっく!』にて、主人公・後藤ひとりが作中で使用している。アニメ版の放送後には、公式コラボレーションモデル「エピフォン・インスパイアド・バイ・ギブソン・レスポール・カスタム・ぼっちエディション」が販売された。

## 文献
- ロブ・ローレンス『レスポール大名鑑1915～1963 写真でたどるギブソン・ギター開発全史』（ブルース・インターアクションズ、2011年）ISBN 978-4-86020-390-0
- ヴィンテージギター編集部『レス・ポール読本』（枻文庫、2002年）ISBN 978-4870997677